# Périmède
 (mai 2023).
- Si vous ne connaissez pas le sujet, laissez ce bandeau (vous pouvez alors contacter les auteurs).
- Si vous supprimez le contenu mis en cause (vous pouvez préalablement contacter les auteurs),

argumentez précisément cette suppression dans la page de discussion
(un manque de référence n'est pas un argument ; une recherche réelle de référence doit avoir été effectuée, être formellement documentée).

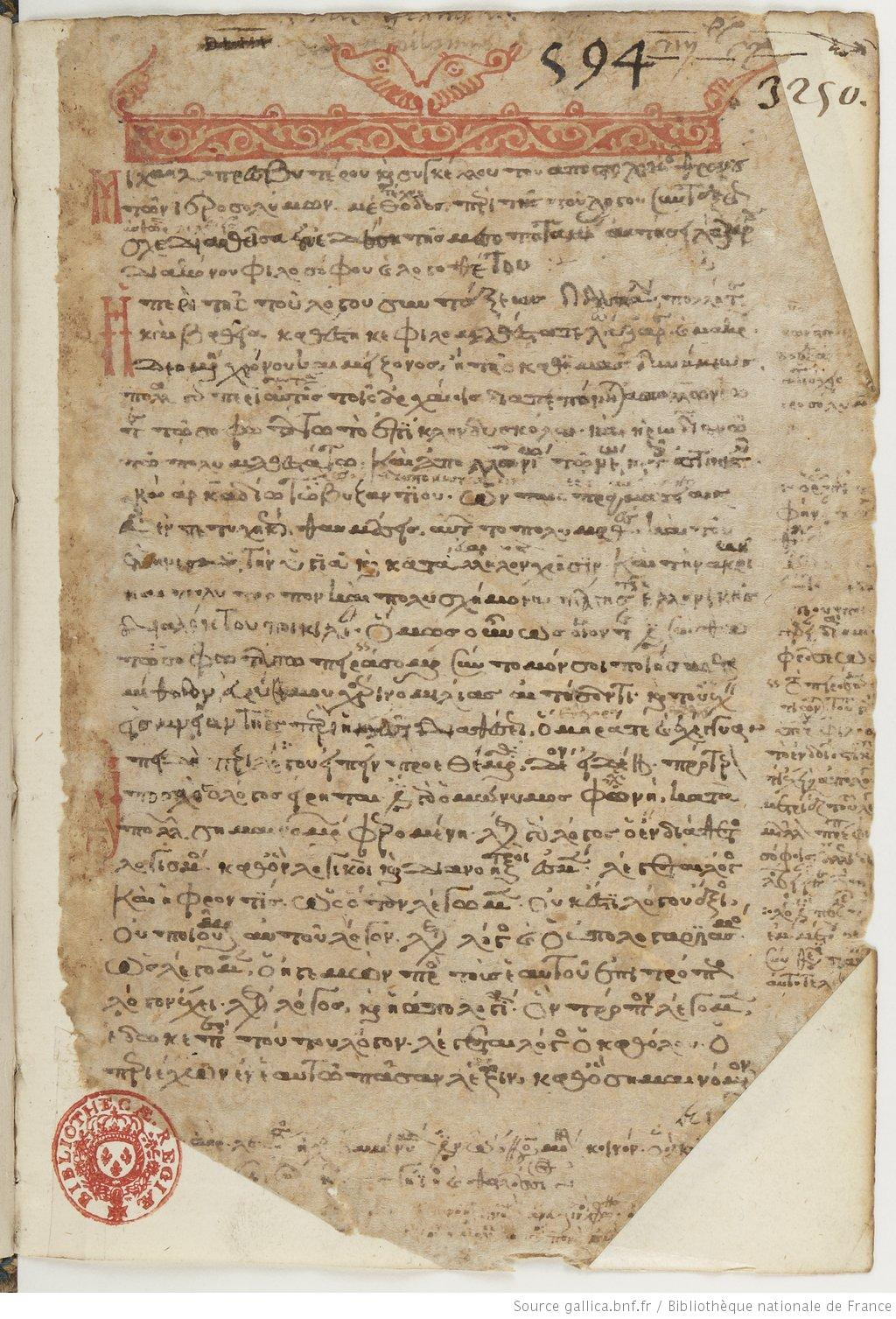
Titre : Michel le Syncelle, Syntaxe. Commentaire anonyme de l'Iliade. Textes schédographiques Auteur : Mihaēl Sugkellos (0761?-0846). Auteur du texteAuteur : Aristoteles (0384-0322 av. J.-C.). Auteur du texteAuteur : Theodorus Prodromus (1115-1166). Auteur du texteAuteur : Nicetas Eugenianus. Auteur du texteAuteur : Lucianus Samosatensis (0125?-0192?). Auteur du texteDate d'édition : 1275-1300Type : manuscritLangue : Grec Format : Papier oriental. - ff. 88. - 210 x 145 mm. - CAHIERS. 13 cahiers signés a-m dans l'atelier de reliure de Fontainebleau: 3 x 8 (24); 1 x 4 (28); 6 x 8 (76); 1 x 2 (78, deux feuillets isolés dont l'ordre doit être inversé); 1 x 8 (86); 1 x 2 (88). - ECRITURE. Copié en grande partie par Cyriaque Prasianos de Gallipoli, v. - G. Cavallo, "La cultura italo-greca nella produzione libraria", I Bizantini in Italia, Milan 1982, p. 605. - et. - A. Jacob, "Une bibliothèque médiévale de Terre d'Otrante (Parisinus gr. 549)", Rivista di studi bizantini e neoellenici, 22-23, 1985-1986, p. 303 et n. 86. Cyriaque Prasianos est responsable des folios 1-78 et 82-88. - r. -, ainsi que des lignes 22-23 du f. 81. - v. -, une deuxième main a copié les folios 79-81. - v. -. La plupart des gloses, corrections et variantes interlinéaires ou marginales sont dues à Ciriaque Prasianos. Il s'agit donc selon toute probabilité d'un manuscrit homogène, destiné dès l'origine à contenir les scholies homériques et les textes schédographiques (v. E. Sciarra, La tradizione, p. 42). -

Dans la littérature grecque et dans la littérature latine, Périmède (en grec ancien Περιμήδα, dialecte dorien) est une sorcière ou une magicienne.

## Étymologie
Comme pour le nom de Médée, celui de Périmède est issu du verbe grec « médomai » (μηδομαι) « méditer », issu de la racine d'origine peut-être médique « med » : comprendre, concevoir, auquel s'ajoute le préfixe péri-.
Ce nom révèle peut-être le savoir ou la capacité à raisonner de ce personnage.

## Apparitions dans la littérature
Simaitha, la magicienne de Théocrite, dans la deuxième de ses Idylles, demande l'aide d'une certaine Périmède : « Salut, effrayante Hèkata ! soutiens-moi jusqu’au bout, et fais que mes poisons égalent en violence ceux de Kirka, ceux de Mèdéia et ceux de la blonde Périmèda !.»
Elle est mentionnée également par Properce: « Ni les philtres, ni les enchantements nocturnes de Médée, ni les breuvages que préparerait Périmédé elle-même, ne peuvent rien contre l'amour.»
Par ailleurs, Homère mentionne une « blonde Agamèdè, qui connaissait toutes les plantes médicinales qui poussent sur la vaste terre ». Elle est chez lui l'épouse de Moulios, tué par Nestor. Il s'agit peut-être de la même femme, le préfixe ayant changé mais l'étymologie et les attributs restant identiques[réf. nécessaire].